# Crollo psicotico
Nelle ipotesi sull'eziologia e l'origine ambientale delle psicosi, il crollo psicotico o break-down psicotico è un evento circoscritto e individuabile nella storia di una persona che spesso precede la cronicizzazione di un disturbo psicotico. 
Il più delle volte sono stati descritti degli eventi di natura traumatica, come gravi violazioni della dignità personale e dell'integrità del corpo, che in una struttura psichica considerata "teoria della predisposizione alla psicosi pre-psicotica" provoca un definitivo collasso psichico tipico delle psicosi, che porta a un ritiro degli investimenti affettivi e delle più comuni attività psichiche dall'ambiente. 
Altre volte il crollo psicotico è associato a un evento o periodo fortemente stressante che, giunto a eccessivo accumulo, prova l'individuo a tal punto da scatenare una crisi psicotica che può permanere in disturbo cronico. Anche in questo caso l'evento si aggiunge a una struttura indebolita, "predisposta". 
Secondo alcune ricerche condotte su sostanze allucinogene (notissime quelle di Gregory Bateson su se stesso con l'LSD), questo genere di droghe è in grado di riprodurre alcune delle più comuni forme di deliri e allucinazioni riscontrabili nelle psicosi, mantenendo intatta però la consapevolezza dell'influsso della sostanza, senza precipitare l'assuntore in un totale distacco dalla realtà a lungo termine.
Può però capitare che, in individui "predisposti" a varie forme di psicosi (è da sempre oggetto di discussione la natura costituzionale o ambientale di questo genere di disturbo), l'uso di sostanze allucinogene possa favorire un break-down psicotico.